# Alstroemeria exserens
Alstroemeria exserens   es una especie fanerógama, herbácea, perenne y rizomatosa perteneciente a la familia de las alstroemeriáceas. Se halla distribuida desde el centro de Chile hasta el oeste de Argentina.

## Taxonomía
Alstroemeria exserens fue descrita por  Franz Julius Ferdinand Meyen, y publicado en Reise um die Erde 1: 34, 1834, o Observ. Bot. (Meyen) 1: 34 (1834).
Etimología
Alstroemeria: nombre genérico que fue nombrado en honor del botánico sueco barón Clas Alströmer (Claus von Alstroemer) por su amigo Carlos Linneo.
exserens: epíteto